# Émilie Tissot
Pour les articles homonymes, voir Tissot.
Émilie Tissot (née le 11 avril 1993 à Strasbourg) est une athlète française, spécialiste de la marche athlétique. 

## Biographie

### Palmarès
- Championnats de France d'athlétisme :
  - vainqueur du 10 000 m marche en 2014[1]
  - vainqueur du 20 km marche en 2013
- Championnats de France d'athlétisme en salle :
  - vainqueur du 3 000 m marche en 2013[2] et 2014[3]

### Records
| Épreuve      | Performance     | Lieu    | Date        |
| ------------ | --------------- | ------- | ----------- |
| 20 km marche | 1 h 36 min 38 s | Dudince | 19 mai 2013 |